# Stenka Razin
Stepan (Stenka) Timofeevici Razin (în rusă Степан (Стенька) Тимофеевич Разин; n. 1630, Zimoveiskaia⁠(d), Belgorod Razriad⁠(d), Țaratul Rusiei – d. 6/16 iunie 1671, Moscova, Țaratul Rusiei) a fost un lider cazac, conducătorul unei rebeliuni împotriva boierimii și birocrației țariste din sudul Rusiei. 

## Tinerețea
Primele mențiuni istorice despre Stenka Razin apar în anul 1661. El apare pentru prima oară menționat într-un document în 1661, fiind pe lista componenților soliei cazacilor de pe Don plecate să trateze cu calmîcii. În același an, Razin a făcut un pelerinaj la Mănăstirea Solovețki de la Marea Albă. Urmează o perioadă de aproximativ șase ani, pentru care nu mai există mențiuni documentare cu privire la Razin. Următoarea mențiune documentară datează din 1667, când Razin este menționat ca lider al unor briganzi, care-și aveau cartierul general la Panșinskoie, în zona mlăștinoasă dintre râurile Tișina și Ilolia. Razin și oamenii lui se ocupau cu perceperea unor taxe de protecție pentru vasele de marfă care navigau pe Volga. 
Războaiele îndelungate cu Polonia din 1654-1667 și Suedia din 1656-1658 au dus la înrăutățirea situației sociale și economice ale rușilor. Taxele de tot felul au crescut, așa cum s-au înmulțit numărul bărbaților recrutați pentru armată. Numeroși țărani, care sperau să scape de povara războiului, au fugit spre sud și s-au alăturat bandelor de cazaci ai lui Razin. Alături de cazacii lui Razin au venit și numeroși supuși ruși din clasa de jos, ca și membri ai unor comunități etnice ne-ruse, precum calmîcii, care fugeau de opresiune. 
Una dintre primele jafuri importante ale lui Razin a fost distrugerea convoiului naval care transporta tezaurul patriarhului Moscovei și ale unor negustori bogați moscoviți. Razin a navigat mai apoi spre sud la comanda unei flote de 35 de galere, cucerind mai multe fortificații și devastând zona pe care a străbătut-o. La începutul anului 1668, cazacii de sub comanda lui au înfrânt forțele de sub comanda voievodului Iakov Bezobrazov trimise împotriva lui din Astrahan, iar în vara aceluiași an, ei au întreprins o expediție de jaf în Daghestan și Imperiul Persan, expediție care a durat opt luni de zile.

## Expediția din Persia

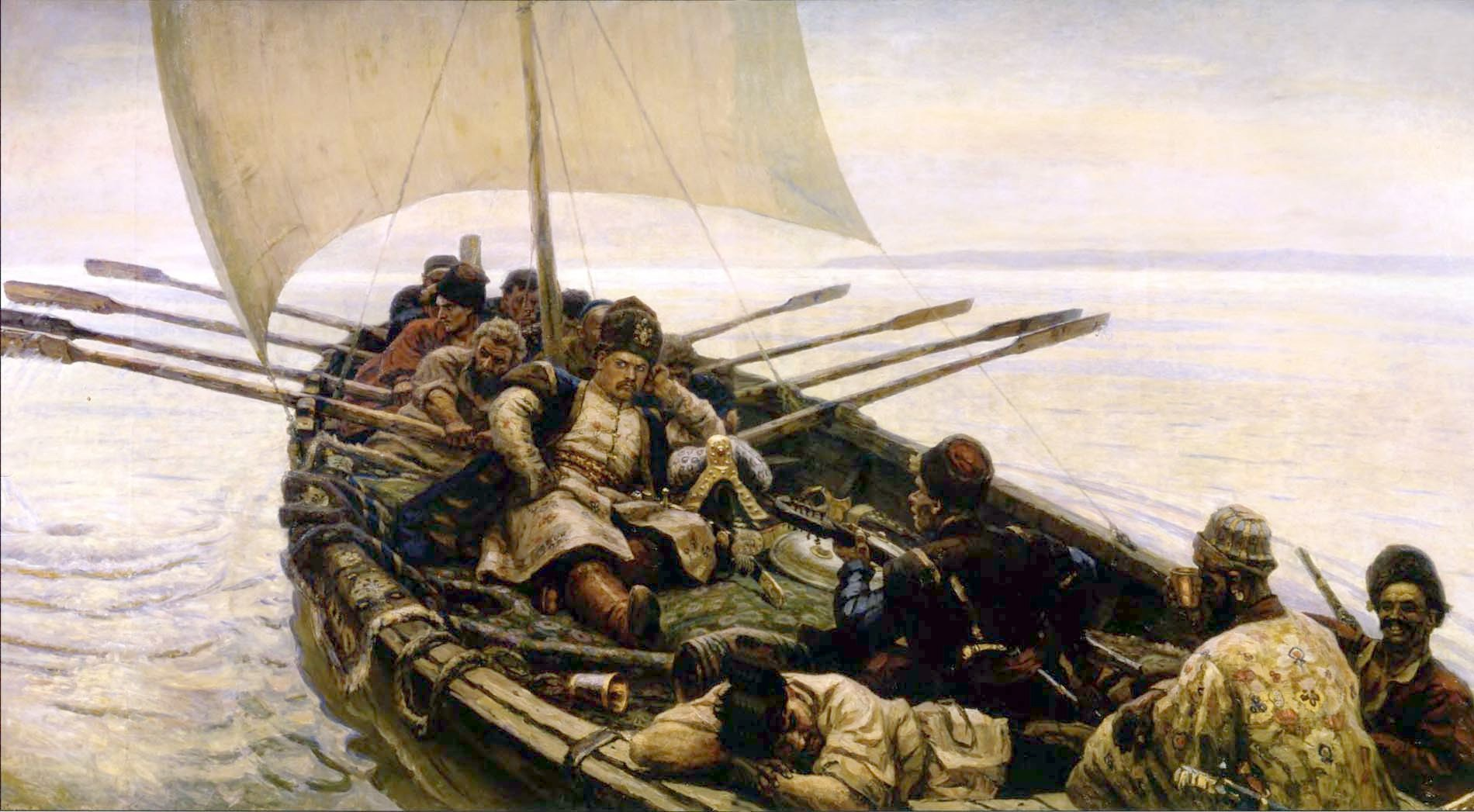
Stenka Razin navigând pe Marea Caspică tablou de Vasili Surikov, 1906.

Razin a traversat Marea Caspică și a atacat regiunea de coastă a Persiei de la Derbend la Baku, a masacrat locuitorii marelui emporium de la Rasht, iar în primăvara anului 1669 și-a stabilit cartierul general  pe insula Suina, de unde a reușit în iulie să înfrângă flota persană trimisă împotriva lui. Stenka Razin devenise în acel moment un om puternic, cu care cnejii și principii din regiune au intrat în tratative. 
Razin s-a reîntors în august 1669 la Astrahan și a acceptat o fertă de grațiere a țarului Alexei Mihailovici.

## Rebeliunea împotriva țarului

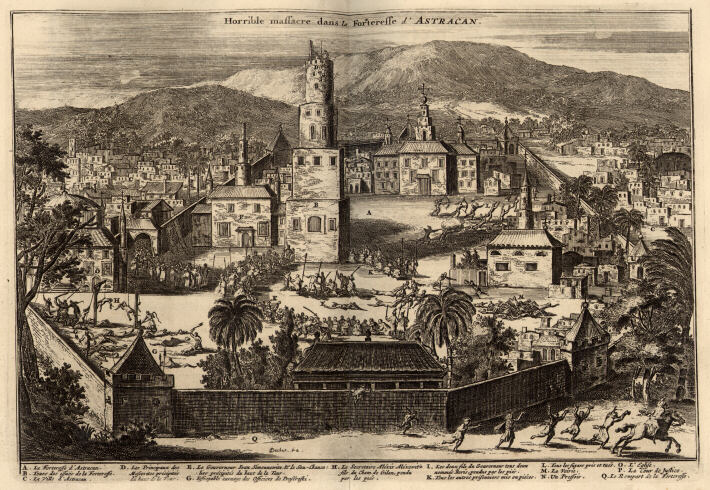
Răsculaţii lui Razin în Astrahan, gravură olandeză din 1681

În 1670, Razin, care se îndrepta în mod oficial spre cartierul general al cazacilor de Don, a atacat și cucerit Cerkassk, Țarițîn și alte localități și fortificații, pentru ca pe 24 iunie să cucerească chiar Astrahanul. După ce i-a ucis pe toți cei care i se opuseseră, după ce a jefuit bazarul local, a transformat Astrahanul într-o „republică” a cazacilor. Populația a fost organizată după modelul căzăcesc în „mii”, „sute” și „zeci”, fiecare având în frunte un ofițer, care la rândul lor erau numiți de vece – adunarea generală a cazacilor. Primul act al acestei vece a fost proclamarea lui Razin ca gosudar (aproximativ „suveran”). 
După trei săptămâni de petreceri, Razin a plecat din Astrahan în fruntea cazacilor aflați la bordul a tarei sute de barje. Ei aveau ca scop stabilirea unei republici căzăcești de-a lungul întregului curs al fluviului Volga. Cazacii au cucerit orașele Saratov și Samara, dar Simbirsk-ul a reușit să reziste atacului. Mai mult chiar, apărătorii Simibirskului i-au înfrânt pe asediatori pe 1 și 4  octombrie, în două bătălii pe malurile râului Sviaga. Razin a fugit de pe câmpul de luptă pe fluviul Volga, lăsându-și tovarășii pradă răzbunării trupelor victorioase. 
Rebeliunea lui Razin nu s-a încheiat însă după această înfrângere. Emisarii lui Stenka, înarmați cu proclamații inflamatoare, au reușit să răscoale locuitorii regiunilor Nijni Novgorod, Tambov și Penza. Proclamațiile chemând la răscoală au apărut chiar și în Moscova și Novgorod. Populația a fost ridicată ușor la luptă datorită promisiunilor lui Razin de eliberare a celor oprimați de jugul exploatării și de alungare a boierilor și reprezentanților puterii, care ar fi avut drept consecință instituirea egalității absolute în ținuturile locuite de ruși. 
Soarta răscoalei a oscilat până la începutul anului 1671, când, după ce rebeliunea a început să dea semene de slăbiciune, a mai durat aproximativ șase luni până la încetarea luptelor, iar prestigiul lui Razin a scăzut treptat. Până chiar și tovarășii săi cei mai apropiați din Saratov și Samara au refuzat să deschidă porțile fortificațiilor lor în fața trupelor lui Razin. După ce patriarhul Moscovei l-a anatemizat pe Stenka Razin, cazacii de pe Don au încetat să mai fie aliații lui. 
Stenka Razin și fratele lui, Frol Razin, au fost luați  prizonieri la Kaganlîk, ultima fortăreață pe care au mai controlat-o, și au fost duși la Moscova unde au fost torturați și rupți în patru bucăți în cadrul unei execuții publice din Piața Roșie. 
Razin a inspirat un poem simfonic al lui Alexandr Glazunov și o cantată a lui Șostakovici.

## Galerie de imagini

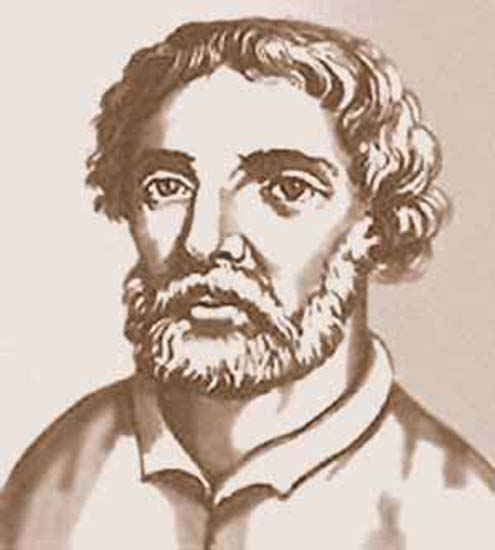
Stenka Razin, de pe o gravură contemporană englezească.
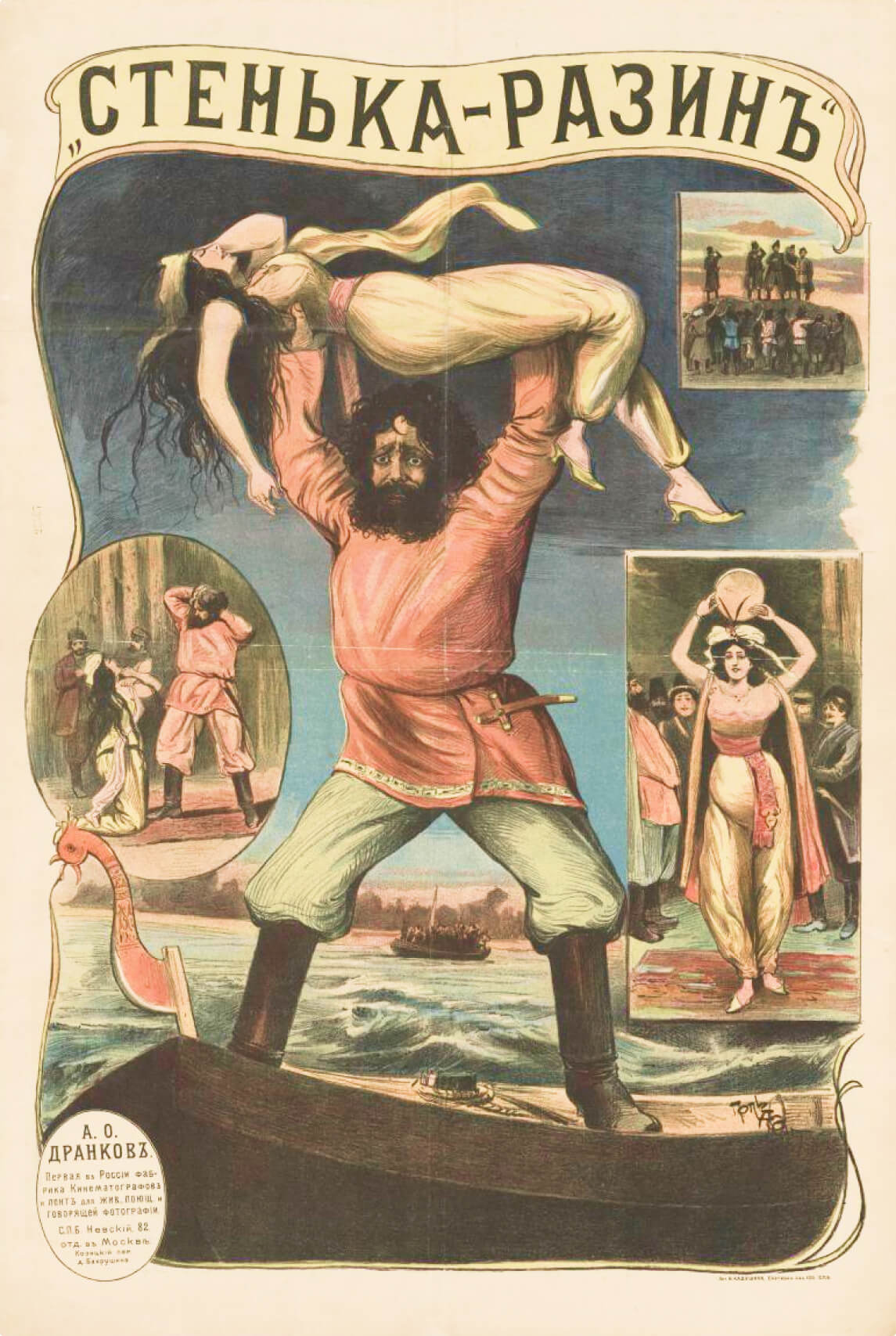
Afişul filmului Stenka Razin, primul film rus terminat (1908).
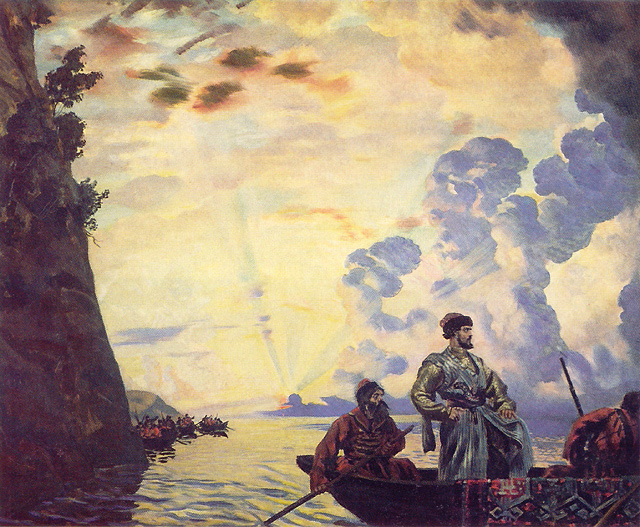
Stepan Razin pe Volga, pictură de Boris Kustodiev, 1918).